# Paus Anastasius I
Anastasius I (Rome, geboortedatum onbekend - sterfplaats onbekend 19 december 401) was de 39e paus van de Rooms-Katholieke Kerk. Hij werd, ondanks zijn kort pontificaat, hoog gewaardeerd door onder meer Hiëronymus, met wie hij tevens bevriend was. Ook onderhield hij betrekkingen met Augustinus en Paulinus van Nola. Tevens bericht Hiëronymus dat hij de vader van paus Innocentius I, zijn opvolger, zou zijn. Zijn naam betekent: de wederopgestane. Anastasius I werd begraven in de Pontianus-catacombe.
Anastasius staat bekend als een zeer vroom en een karig levend persoon. Dit beeld berust grotendeels op de overlevering, omdat slechts drie brieven van hem bewaard zijn gebleven.
Tevens is Anastasius een heilige. Zijn feestdag is 19 december.